# Каларашовка (ландшафтний заповідник)
Ландшафтний заповідник Каларашовка або Каларашовка (рум. Rezervația peisagistică Călărașeuca) — пам'ятка природи, ландшафтний заповідник на півночі Молдови. Займає площу 252 га, поблизу с. Каларашовка Окницького району, 5 км на південний схід від міста Атаки (Отачське лісництво, урочище Каларашовка-Стинка, квартали 10-12). Об'єктом управляють дві організації: Сороцьке державне лісогосподарське підприємство (225 га) та сільськогосподарське підприємство «Дністровськ» (27 га).
Природний ландшафт включає глибокі схили, на яких геологічні поклади були розкриті, починаючи з палеозою і закінчуючи кайнозоєм, а також велика кількість печер і гротів, де зустрічаються кажани, грифи та рідкісні види рослин. На території природного ландшафту знаходиться будівля Каларашовського монастиря, що заснований у XVIII столітті.

## Галерея зображень

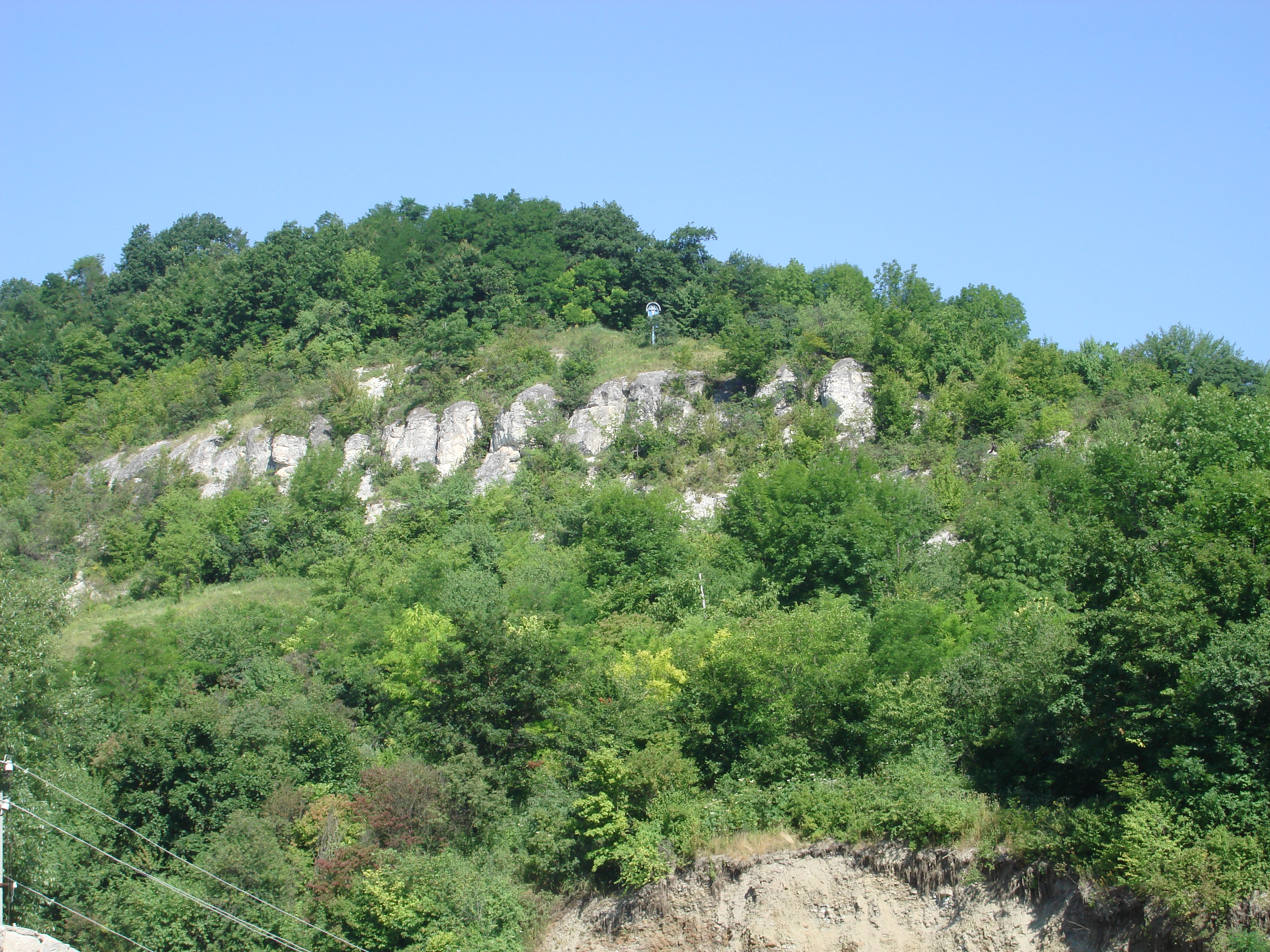
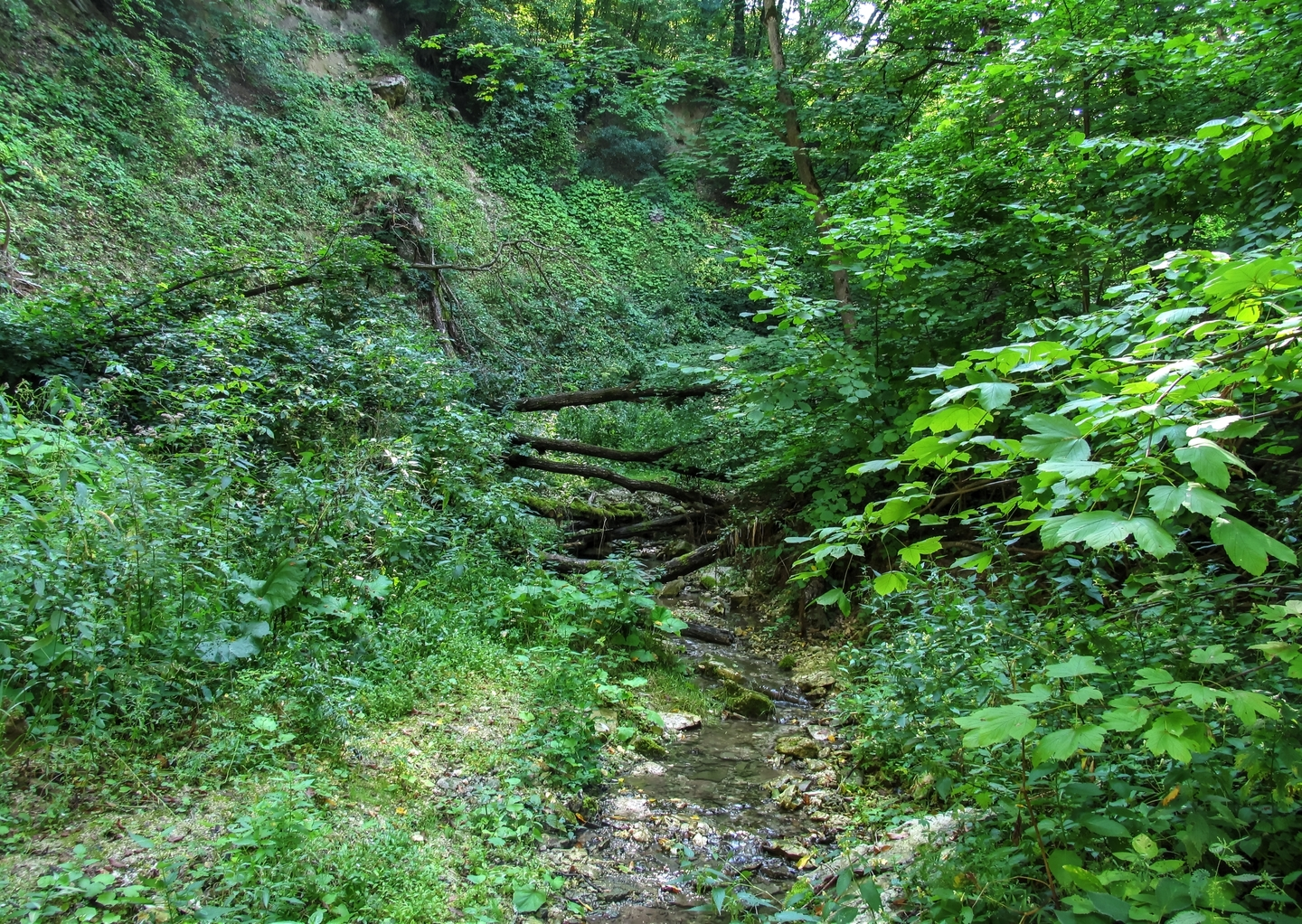
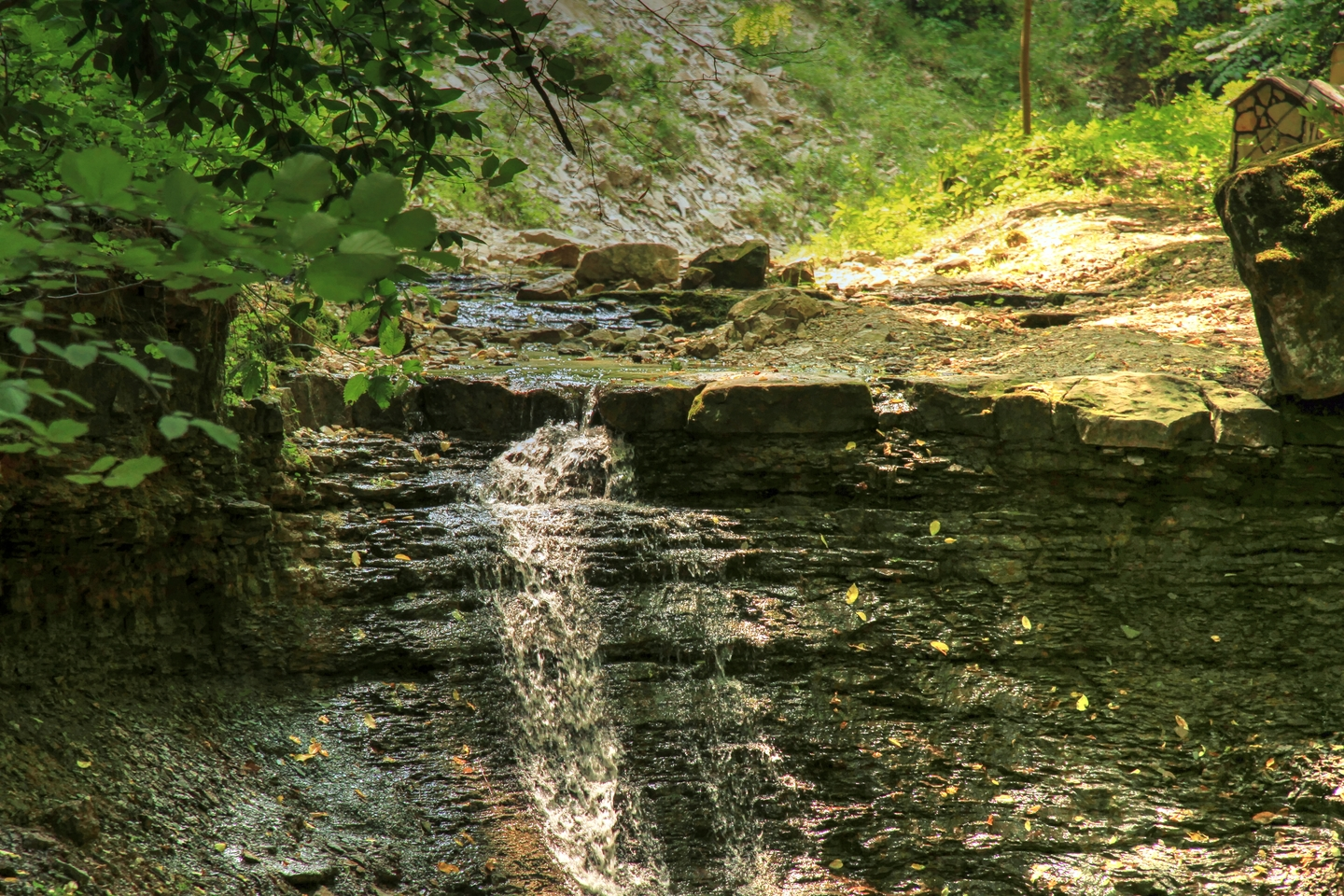
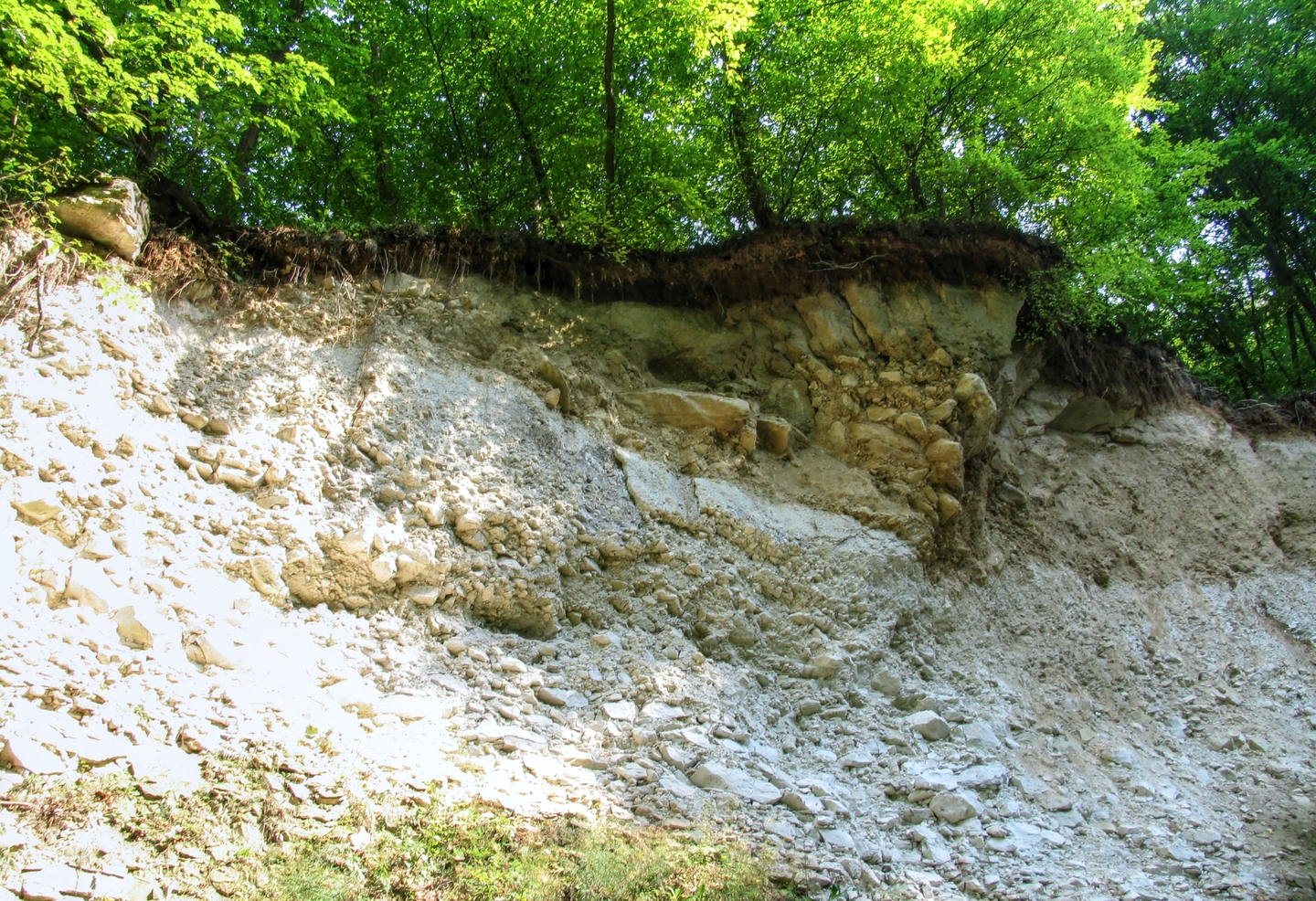
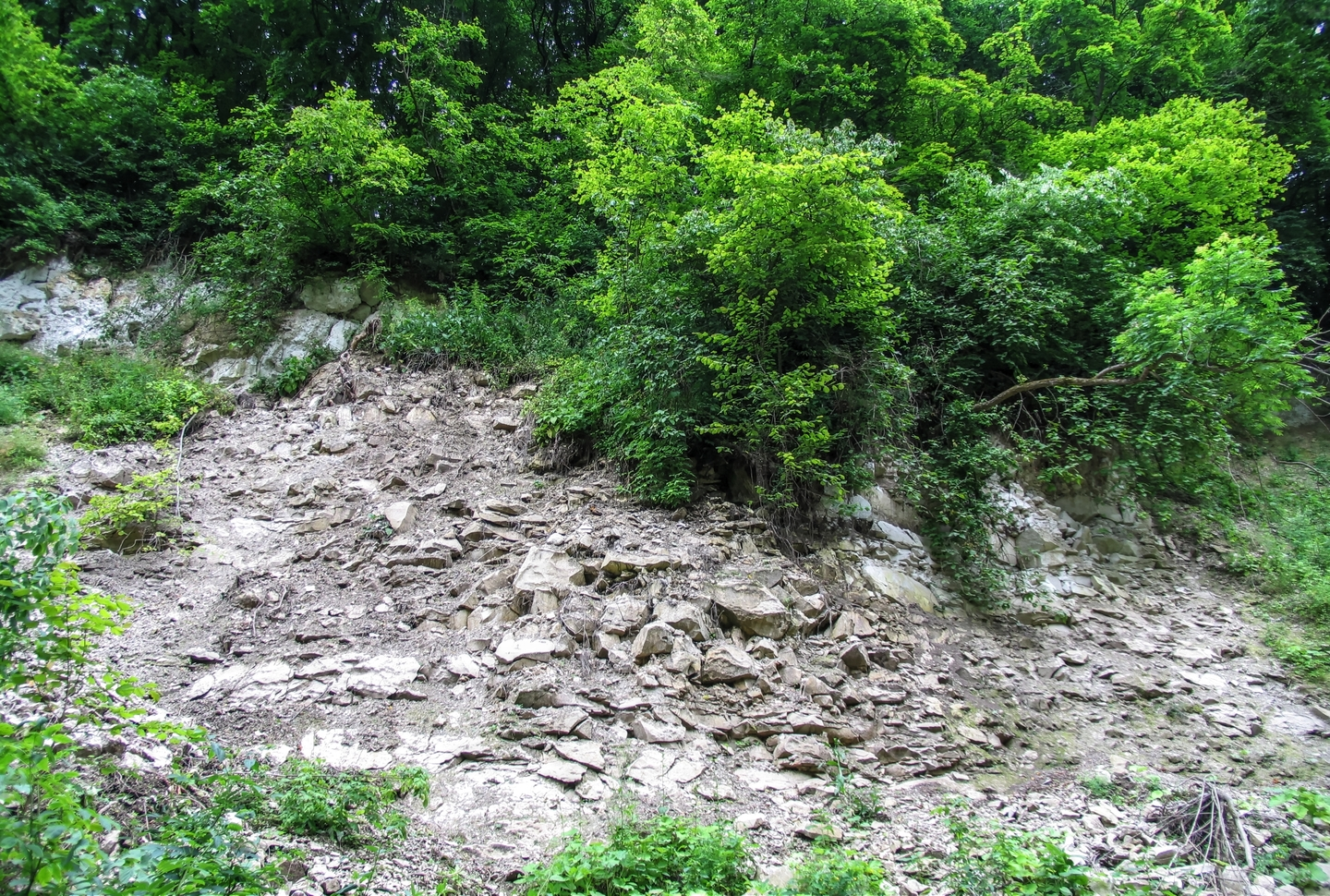
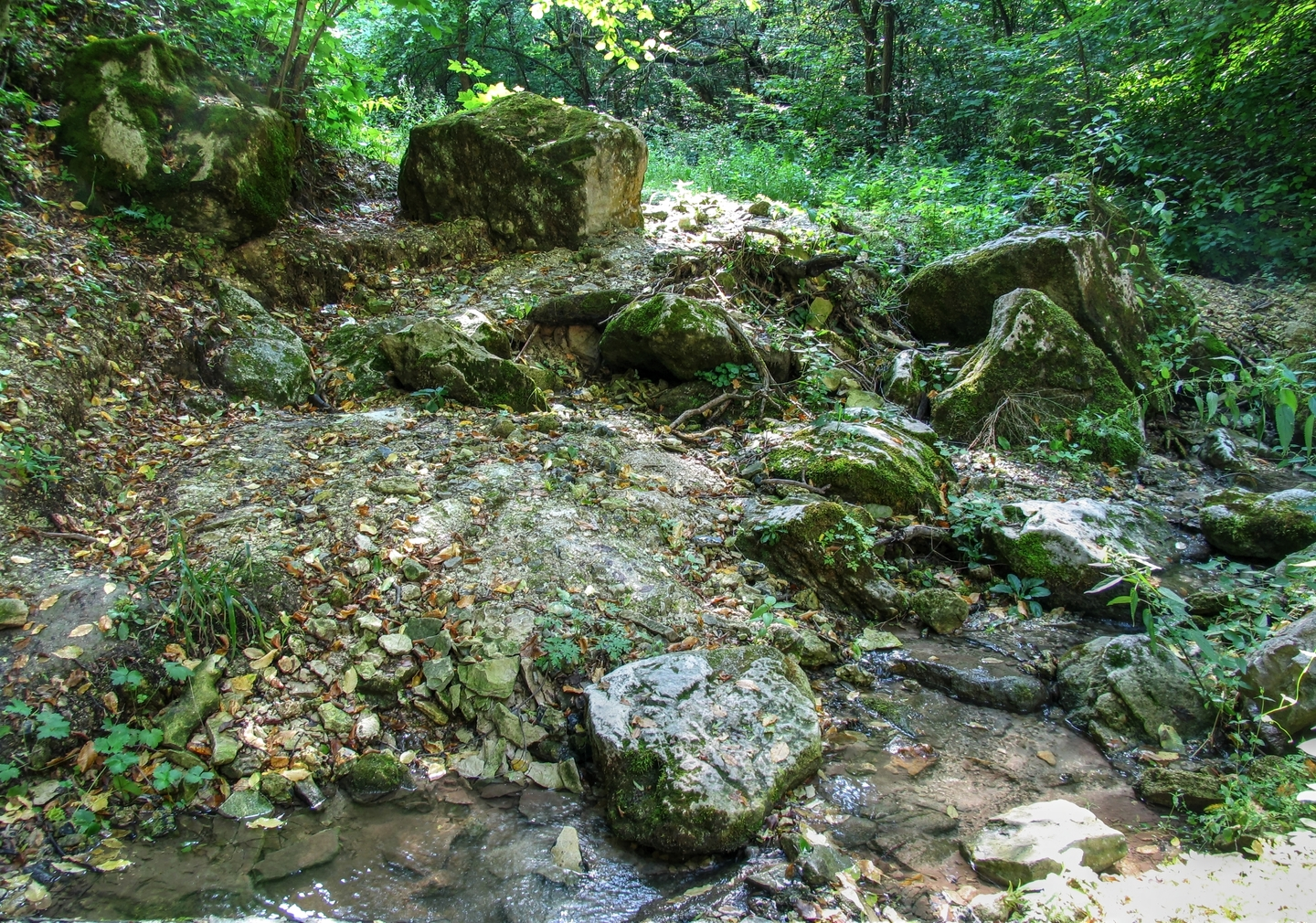
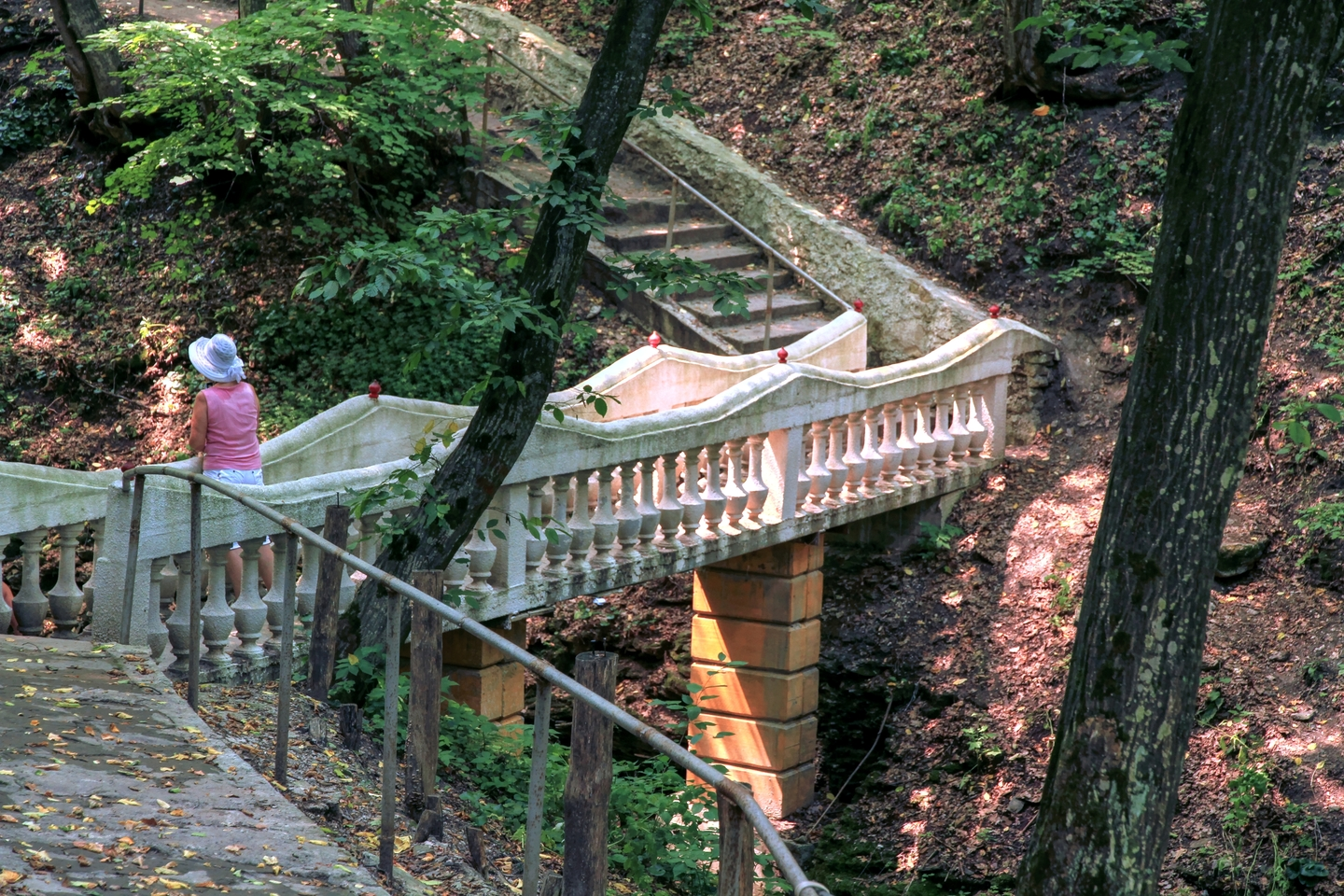
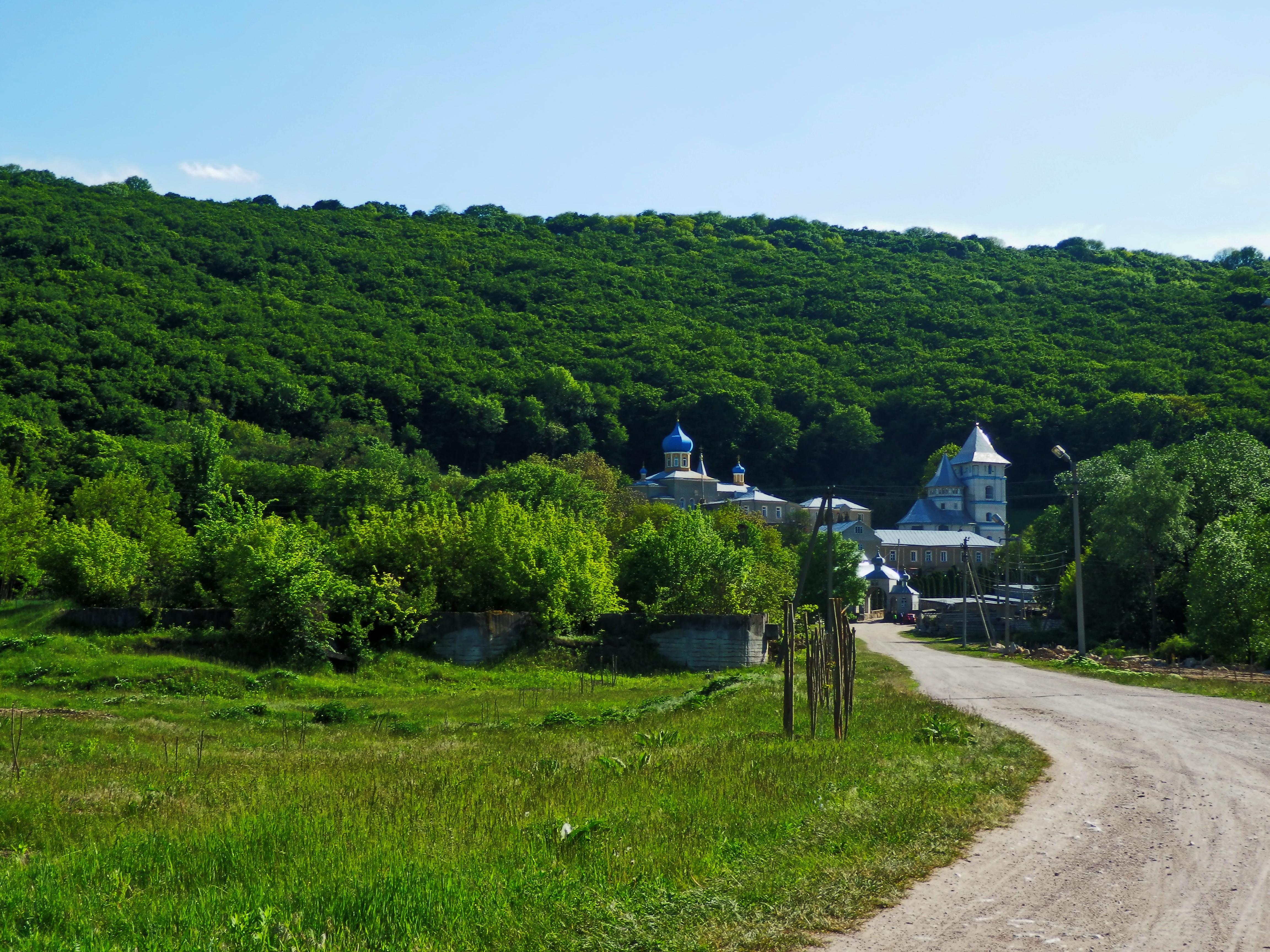